# Partidul Social Democrat din Germania
Partidul Social-Democrat din Germania (SPD) este un partid politic din Germania.
Primii predecesori ai partidului au fost Asociația Generală a Muncitorilor Germani, fondată în 1863, și Partidul Social-Democrat al Muncitorilor, fondat în 1869, care au fuzionat pentru a forma Partidul Socialist al Muncitorilor din Germania în 1875. Partidul și-a luat denumirea actuală în 1890 și este considerat cel mai vechi partid care mai există în Germania.
Între 1890 și 1930, a fost partidul cu cele mai multe voturi la toate alegerile pentru Reichstag și, în Republica de la Weimar, a furnizat primul șef de stat ales în mod democratic din istoria Germaniei, Friedrich Ebert, precum și patru șefi de guvern, Philipp Scheidemann, Gustav Bauer și Hermann Müller. A fost membru fondator al celei de-a Doua Internaționale și al Internaționalei Socialiste a Muncitorilor. În timpul dictaturii național-socialiste, SPD, care fusese anterior singurul partid care votase împotriva Legii de abilitare, a fost interzis și a funcționat ulterior în exil sub numele de Sopade.
Reînființat în octombrie 1945, după cel de-al Doilea Război Mondial, SPD a fost unit cu forța cu KPD pentru a forma SED în zona de ocupație sovietică. În Germania de Vest, și, prin urmare, mai târziu în republica reunificată, a reușit să se impună ca unul dintre cele două mari partide populare alături de CDU, cu Programul Godesberg, prin care SPD a renunțat la angajamentul său față de marxism. De la înființarea sa, SPD a fost unul dintre cele două partide populare majore din Republica Federală până în 1990.

## Personalități
- Friedrich Ebert, președinte al Republicii de la Weimar (1919-1925)
- Philipp Scheidemann, cancelar al Republicii de la Weimar (1919)
- Hermann Müller, cancelar al Republicii de la Weimar (1920, 1928-1930)
- Willy Brandt, cancelar federal (1969-1974)
- Gustav Heinemann, președinte federal (1969-1974)
- Helmut Schmidt, cancelar federal (1974-1982)
- Gerhard Schröder, cancelar federal (1998-2005)
- Johannes Rau,  președinte federal (1999-2004)
- Martin Schulz, președinte al Parlamentului European (2012-2017)
- Frank-Walter Steinmeier, președinte federal (din 2017)
- Olaf Scholz, cancelar federal (din 2021)